# Comuna Sînevîrska Poleana, Boureni
Sînevîrska Poleana (în ucraineană Синевирська Поляна) este o comună în raionul Boureni, regiunea Transcarpatia, Ucraina, formată din satele Berehî, Sînevîrska Poleana (reședința), Svoboda și Zahorb.

## Demografie
Componența lingvistică a comunei Sînevîrska Poleana
     Ucraineană (100%)
Conform recensământului din 2001, toată populația comunei Sînevîrska Poleana era vorbitoare de ucraineană (100%).